# Sampaio Corrêa Futebol e Esporte
El Sampaio Corrêa Futebol e Esporte es un club de fútbol del distrito de Sampaio Correa, ubicado en la ciudad de Saquarema, en el estado de Río de Janeiro, Brasil. Fundado el 20 de febrero de 2006, disputa sus partidos como local en el Estadio Lourival Gomes de Almeida.

## Historia
El club debutó en el profesionalismo en la Tercera División del Campeonato Carioca en 2006. En sus primeros años, tuvo participaciones destacadas en las fases iniciales del torneo, pero sufrió eliminaciones en las etapas finales. En 2009, logró su mayor éxito hasta entonces al conquistar la Serie C del Campeonato Carioca, asegurando el ascenso a la Segunda División. En 2014, fue subcampeón de la Taça Corcovado. En 2020, alcanzó la final del primer turno de la Serie B1 y obtuvo el ascenso a la élite del Campeonato Carioca para 2021, aunque fue relegado nuevamente tras la fase preliminar.
En 2023, el club tuvo una destacada actuación en la Serie A2 del Campeonato Carioca, siendo subcampeón de la Taça Santos Dumont y avanzando a la fase final del torneo. En las semifinales, eliminó al Artsul con una victoria por 3-1 en el partido de vuelta y, en la final, superó al Olaria con un marcador global de 3-1, logrando así el título y su regreso a la Primera División del Campeonato Carioca. En la temporada de 2025, el equipo realizó una gran campaña en la fase de grupos, terminando en quinto lugar con 16 puntos y clasificándose para las semifinales de la Taça Rio. Tras eliminar al Boavista con un empate 0-0 en la ida y una victoria 3-0 en la vuelta, derrotó al Madureira en la final con triunfos de 2-1 y 4-2, conquistando el título.

## Entrenadores
- Marcelo Carioca (noviembre de 2011–marzo de 2012)[1][19]
- Luís Antônio Zaluar (marzo de 2012–junio de 2012)[19][20]
- Antônio Carlos Roy (junio de 2012–2012)[21]
- Rafael Soriano (febrero de 2013–mayo de 2013)[22]
- Antônio Carlos Roy (diciembre de 2015–abril de 2016)[23][24]
- Antônio Carlos Roy (marzo de 2018–julio de 2018)[25][26]
- Luís Antônio Zaluar (?–junio de 2019)[27]
- Luciano Quadros (2019–julio de 2019)[28][29]
- Luciano Quadros (agosto de 2020–?)[28]
- Tinoco (2021–julio de 2021)[30][31]
- Rafael Soriano (julio de 2021–?)[30]
- Silvestre dos Anjos (abril de 2023–febrero de 2024)[32][33]
- Alfredo Sampaio (febrero de 2024–2024)[34][4]
- Alfredo Sampaio (noviembre de 2024–presente)[4]

## Palmarés
- Taça Río: 2025
- Campeonato Carioca Serie A2: 2023
- Campeonato Carioca Serie B1: 2009